# Nuclear Assault
Nuclear Assault var ett thrash metal-band från den amerikanska delstaten New York, bildat 1984. Bandet splittrades i November 2022.

## Medlemmar
Senaste medlemmar
- Dan Lilker – basgitarr, sång (Exit-13, Stormtroopers of Death, Anthrax) (1984–1992, 1997–1998, 2001–2008, 2011–2022)
- John Connelly – gitarr, sång (Anthrax, John Connelly Theory) (1984–1995, 1997–1998, 2001–2008, 2011–2022)
- Glenn Evans – trummor (TT Quick) (1984–1995, 1997–1998, 2001–2008, 2011–2022)
- Eric Burke – gitarr (2002–2005, 2013–2022)

Tidigare medlemmar
- Derek Lord – trummor (1984)
- Scott DuBoys – trummor (1984)
- Mike Bogush – gitarr (1984)
- Anthony Bramante – gitarr (1985–1992, 2001–2002)
- Dave Spitz – basgitarr (1992)
- Dave DiPietro – gitarr (1992–1995)
- Scott Metaxas – basgitarr (1992–1995)
- Eric Paone – basgitarr (1998)
- Scott Harrington – gitarr (Aimed Aggression) (2005–2008, 2011–2013)

Turnerande medlemmar
- Nicholas Barker – trummor (2016– )
- Drew Burke – trummor (2019– )

## Diskografi
Studioalbum
- 1986 – Game Over
- 1988 – Survive
- 1989 – Handle With Care
- 1991 – Out of Order
- 1993 – Something Wicked
- 2005 – Third World Genocide

Livealbum
- 1992 – Live at the Hammersmith Odeon
- 2003 – Alive Again
- 2013 – Live in Tokyo
- 2013 – Live Off the Board at CBGB 1986
- 2013 – Metal Merchants Festival: Live in Oslo, Norway January 29, 2011
- 2014 – Live At Roskilde Festival June 27, 1992 (Official Bootleg)
- 2014 – Live at CBGB's
- 2016 – Live in Vienna, Austria
- 2016 – Live in Ljubljana, Slovenia
- 2016 – Live in Barcelona, Spain
- 2016 – Live in Dunaujvaros, Hungary
- 2016 – Live in Rome, Italy
- 2016 – Live in Clisson, France
- 2016 – Live in Ballingen, Germany
- 2016 – Live in Viveiro, Spain
- 2016 – Live in Dublin, Ireland
- 2016 – Live in Luzern, Switzerland
- 2016 – Live in Wacken, Germany
- 2016 – Live in Bogota, Colombia

EP
- 1986 – Brain Death
- 1987 – The Plague
- 2015 – Pounder

Samlingsalbum
- 1995 – Assault & Battery
- 2012 – Atomic Waste: Demos & Rehearsals